# Torres Wignacourt

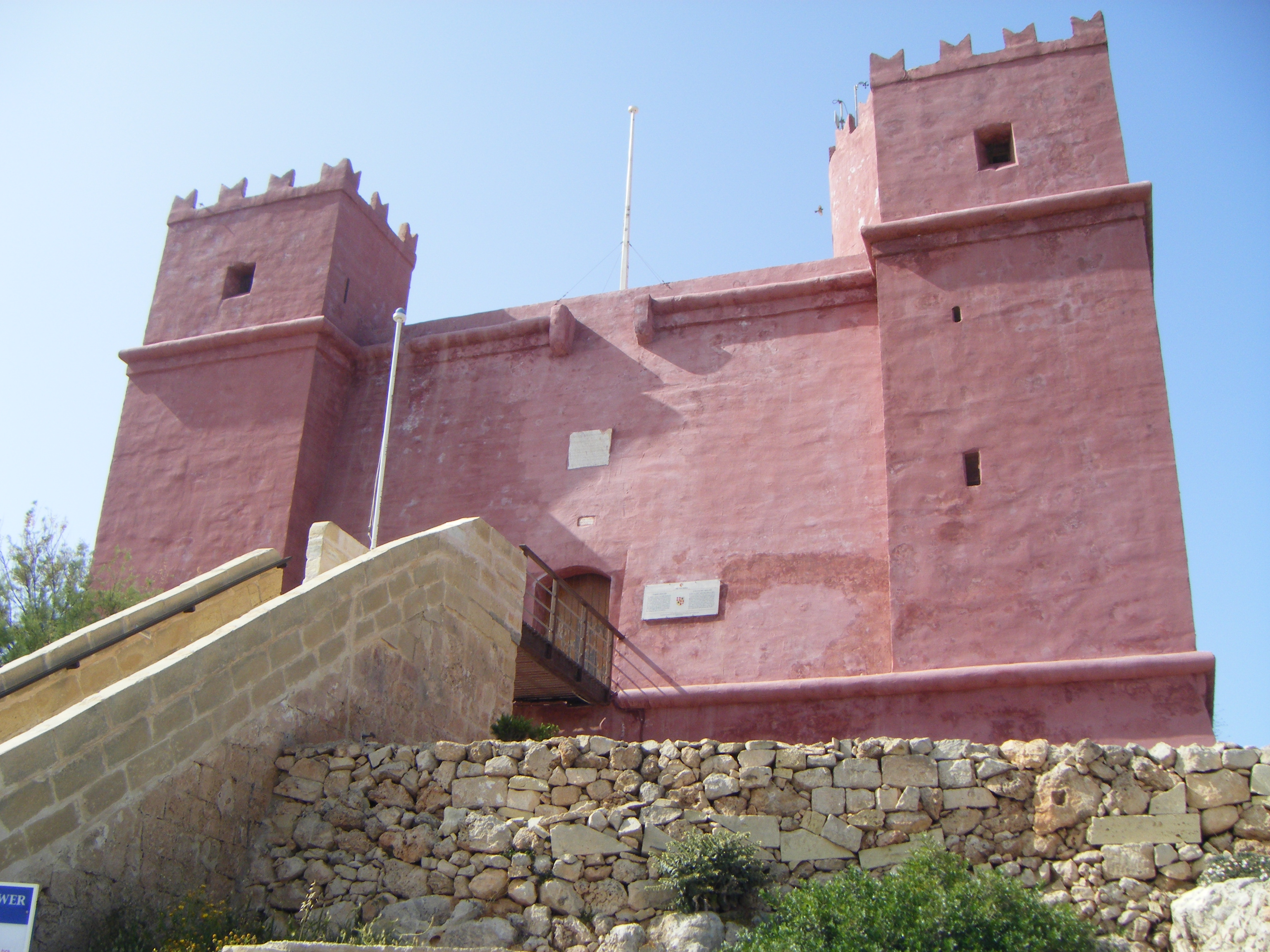
Porta d'entrada a la Torre de Santa Àgata

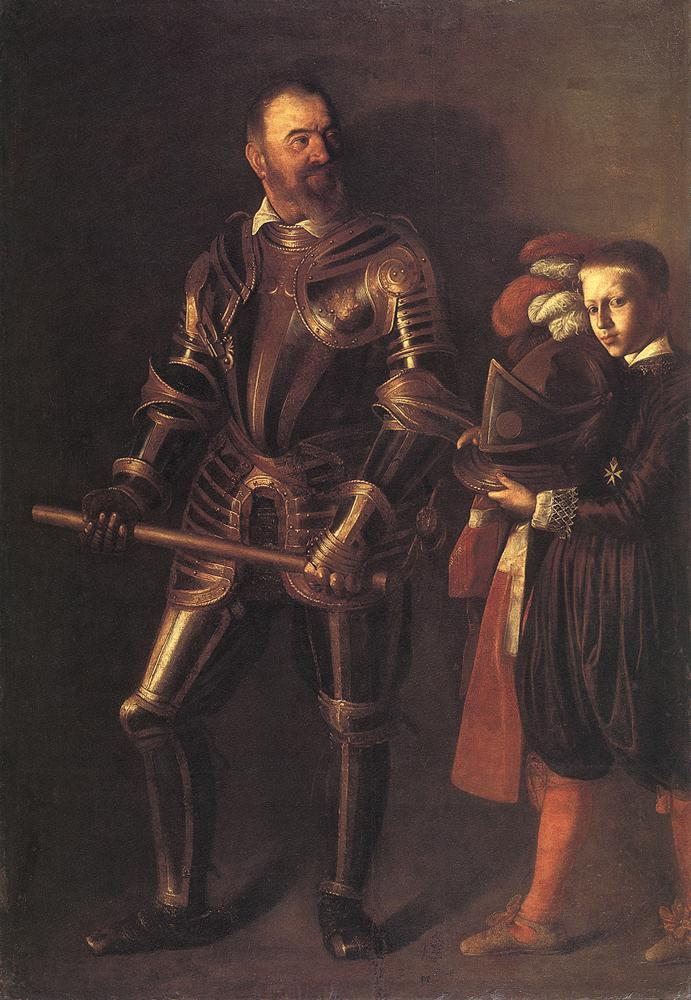
Retrat d'Alof de Wignacourt pintat per Caravaggio i conservat al Museu del Louvre

Les Torres Wignacourt és una sèrie de fortificacions o torres de defensa de l'illa de Malta, construïdes per l'Orde de Sant Joan de Jerusalem.
Les primeres torres foren construïdes sota la promoció del Gran Mestre, Alof de Wignacourt. Es van construir set torres de les quals només se n'han conservat cinc.
A diferència de les Torres Lascaris o les Torres de Redín, aquestes són alguna cosa més que simples talaies de vigilància. Eren petites fortaleses que protegien trams de costa vulnerables.
Les cinc torres que queden d'aquest estil són:
- Torre de Sant Llucià
- Torre de Sant Tomàs
- Torre de la Badia de Saint Paul
- Torre de Santa Maria
- Torre de Santa Àgata

La Torre de Santa Àgata no és estrictament una torre Wignacourt, ja que fou construïda pel mestre Jean de Lascaris-Castellar seguint el patró de l'estil Wignacourt.
Les torres que es van destruir són:
- Torre Marsalforn
- Torre de Santa Maria delle Grazie